# Desmopachria siolii
Desmopachria siolii är en skalbaggsart som beskrevs av Young 1980. Desmopachria siolii ingår i släktet Desmopachria och familjen dykare. Inga underarter finns listade i Catalogue of Life.